# ハイキック

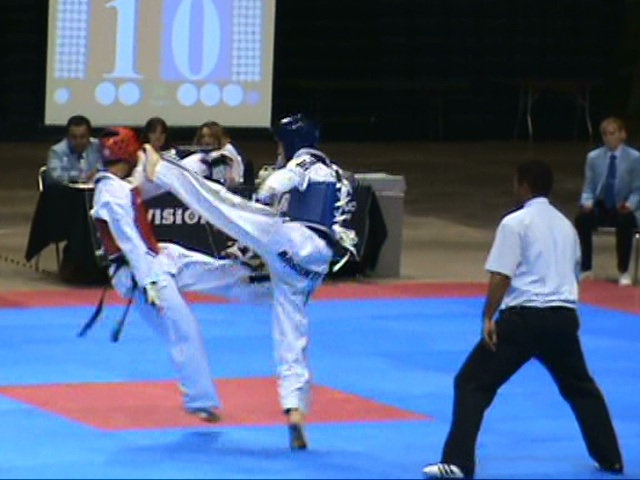
テコンドーにおけるハイキック。

ハイキック（High Kick）は、空手、ムエタイ、キックボクシング、シュートボクシング、プロレス、総合格闘技などの格闘技で用いられている蹴り技の一種である。空手では上段回し蹴り（じょうだんまわしげり）と呼ばれている。

## 概要
回し蹴りの一種で立っている相手に対して自分の脛や足の甲を、相手の首、頭部の顎、こめかみこめかみに真横から自分の蹴り足を当てる技である。

## キックボクシング、ムエタイ
蹴り足側の手を腰の後ろに大きく振り、上半身を後方に倒さず、蹴り足の膝を相手に対して正面に上げ、軸足（蹴り足を支える足）の踵、腰の順に回転させることで、蹴り足の脛を当てる。外れた時には、戦っているときの状況にもよるが、練習時には体が180度回転するように蹴りこむ。前足の場合はスイッチを併用して蹴られる技でもある。スイッチとは構えた前足と後ろ足（奥足）を入れ替えてハイキックを放つが、前足でそのまま蹴ると体重が乗らず威力が弱くなるので、奥足で蹴るのと同じように威力をあげるためにスイッチをする。構えから半歩ほど前足を下げながら、奥足を踏み込み、後ろに下がった前足で蹴る動作を一挙動で行う技術である。

## 空手
伝統派空手では、蹴り足を上げる時に曲げながら腰の横に上げ、軸足を相手に向けて回さずに中足で蹴りこむ。相手に当てたら、蹴り足を蹴った時の軌道で戻す。これに対してフルコンタクト空手では上体と手の動きはムエタイ、キックボクシングとほぼ同じであるが、流派により軸足のかかとを180度迄回転させないことと、蹴り足を正面に上げるのではなく伝統派空手のように腰の横に上げてから蹴りこみ、脛の他に足の甲（背足と呼ばれる）を当てる。

## プロレス

### ジャンピング・ハイキック
立っている相手の正面、斜め前に立ち、その場でジャンプして相手の顔を蹴る。